# Griethausen

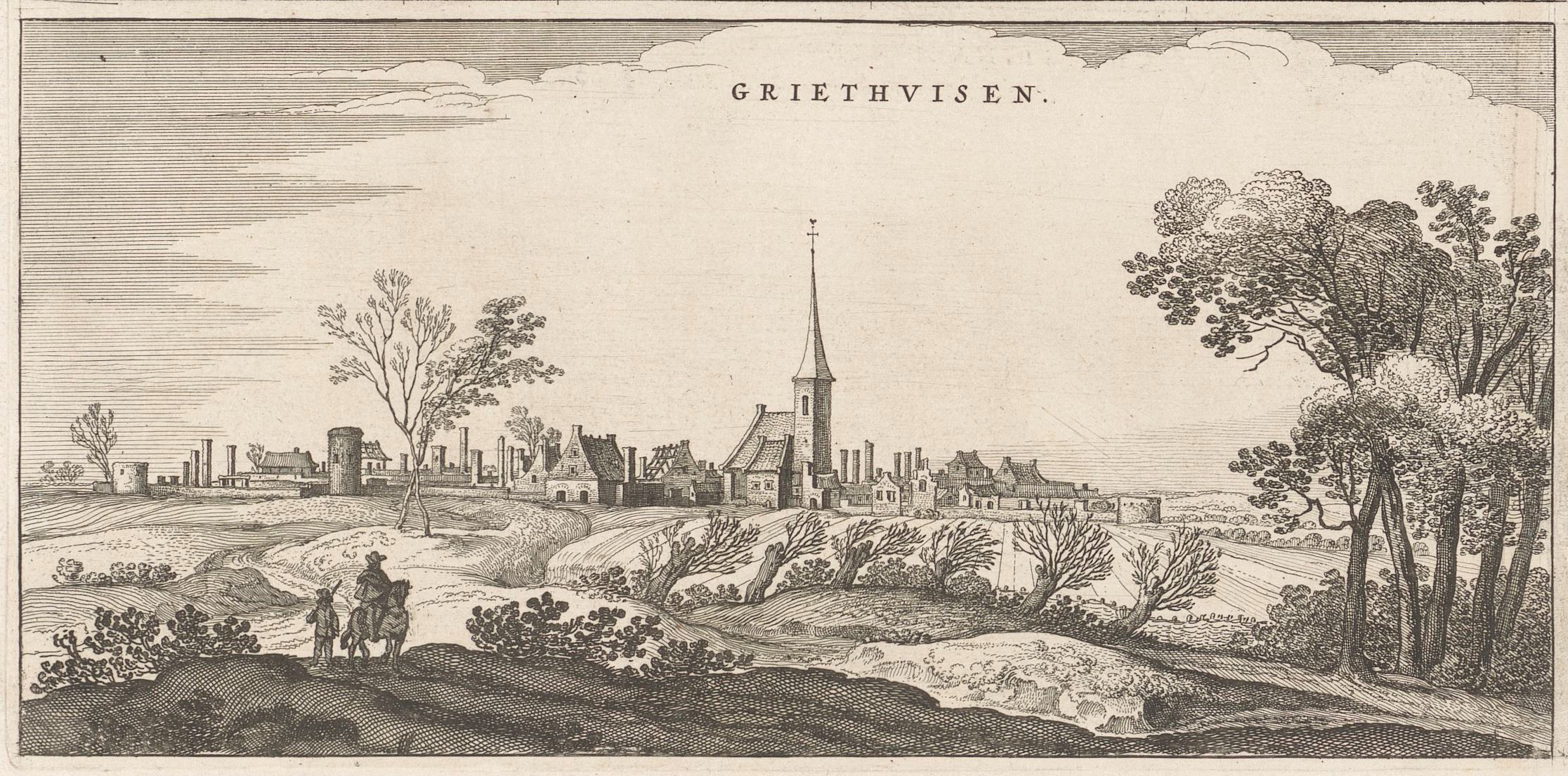
Griethausen rond 1635, naar Claes Jansz. Visscher

Griethausen is een plaatsje in Duitsland, behorend tot de gemeente Kleef in de deelstaat Noordrijn-Westfalen. Het stadje Griethausen is gelegen aan een oude Rijnarm, de Griethauser Altrhein. Op 31 december 2015 telde Griethausen 1.246 inwoners op een oppervlakte van 1,52 km².

## Stadsrechten
Griethausen vond zijn oorsprong in de middeleeuwen als douanevestiging aan de scheepvaartverbinding met Nederland. Het oude vissersplaatsje verkreeg in 1373 stadsrechten.

## Brandcatastrofes
In de 17e eeuw richtte de strijd om het naburige vesting Schenkenschanz ook in Griethausen enorme schade aan.
Op 25 maart 1735 brak er een stadsbrand uit in een van de huizen, die zich snel uitbreidde en binnen enkele uren het hele stadje plat legde. Alleen de Martinuskerk, een gedeelte van de pastorie en het nonnenklooster bleven gespaard. In 1798 telde het stadje weer 72 huizen. Op 17 augustus 1868 woedde er opnieuw een grote stadsbrand, waarna men besloot om alle aaneengeschakelde huizen van brandwerende tussengevels te voorzien. Desondanks teisterde op 10 april 1873 een derde grote brand het stadje.

## Spoorbrug
Opvallend in het landschap richting Rijnoever is de oude spoorbrug, die de oude Rijnarm (Altrhein) overspant. De stalen brug is honderd meter lang en is in Duitsland de oudste behouden gebleven brug van dit type. De brug was onderdeel van een spoorwegverbinding van Zevenaar via Elten, Welle en Spyck naar Kleef. De treinen werden tussen Welle en Spyck door middel van een veerpont over de Rijn gezet. (Zie ook: Spoorlijn Zevenaar - Kleef). De totale lengte van de brug inclusief het gedeelte over land is 565 meter. De brug werd tussen 1863 en 1865 gebouwd en er werd circa 505.170 kilo smeedijzer en circa 7780 kilo gietijzer in verwerkt.
De voormalige spoordijk tussen Griethausen en Kleef is tegenwoordig in gebruik als wandel- en fietspad. Deze spoordijk is vanuit de lucht en via Google Earth goed te herkennen aan de lichtgele verharding.

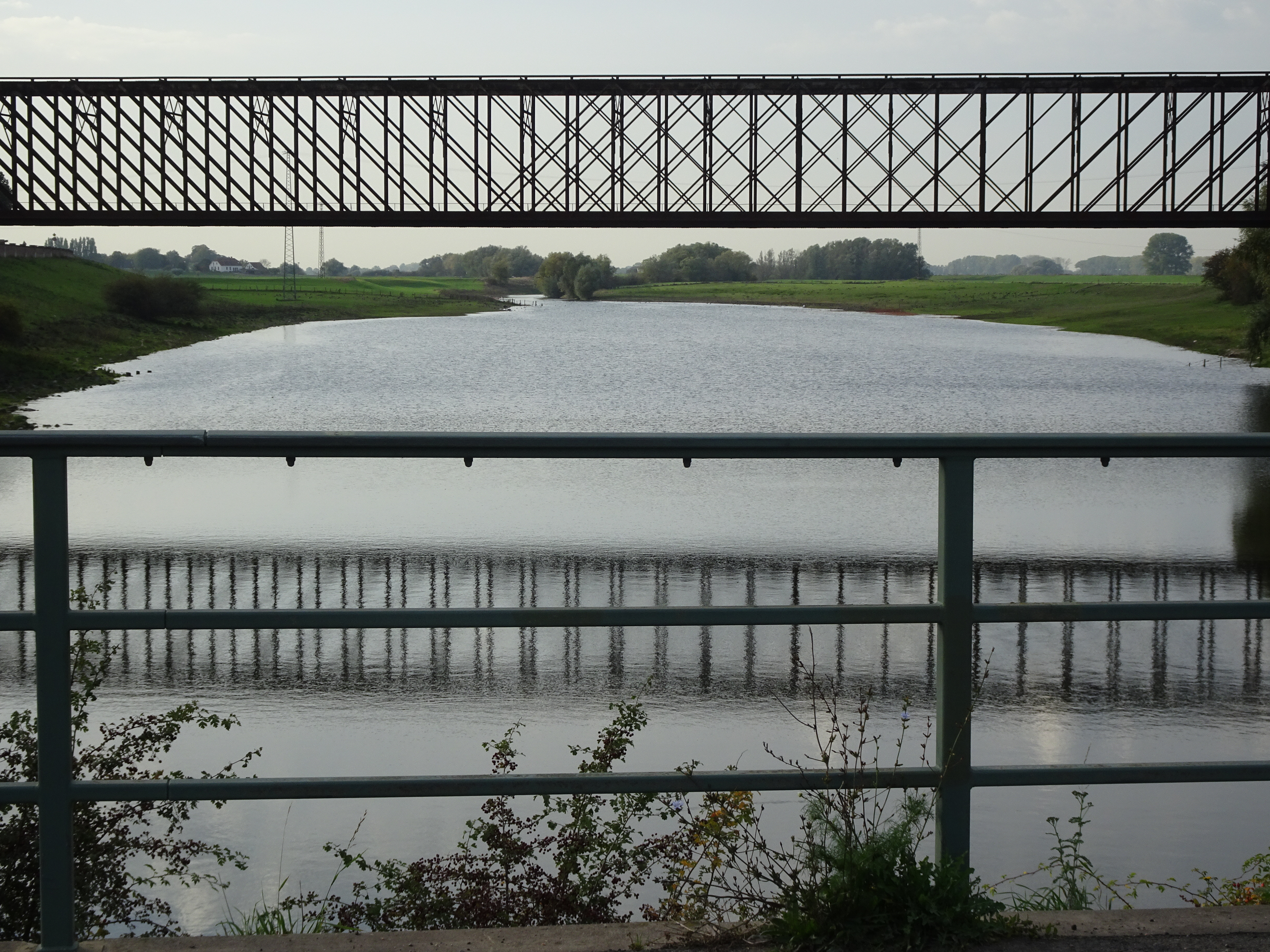
De oudste stalen spoorbrug in Duitsland
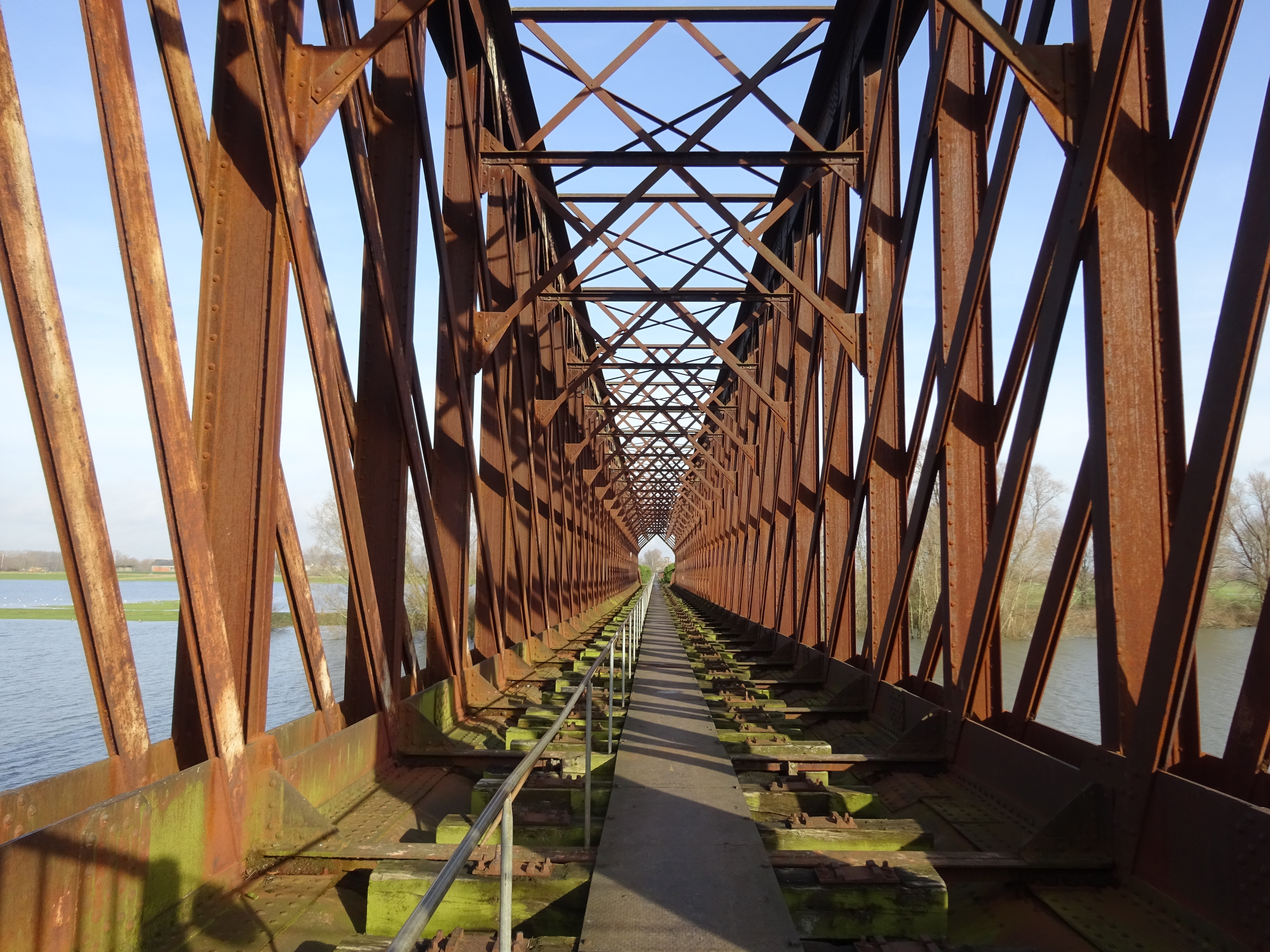
Doorkijk over de Griethauser Altrhein
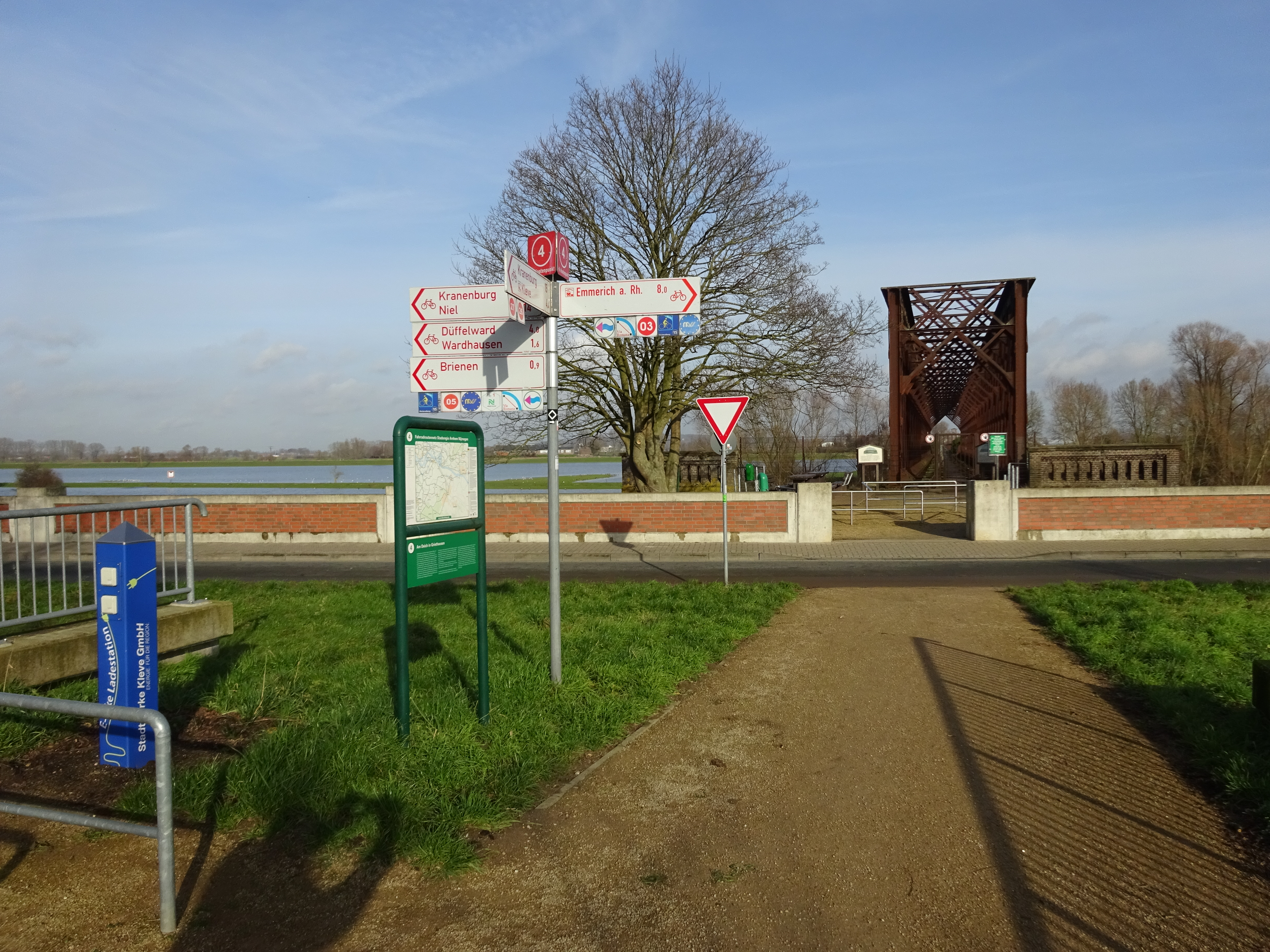
Fietsroutekruispunt Rijndijk-spoordijk

## Natuurgebied Salmorth
Naast de oude spoorbrug bevindt zich een voor motorvoertuigen opengestelde brug, die de enige vaste verbinding vormt met Salmorth. Het schiereiland Salmorth is een overloopgebied van de Rijn, dat geheel tot natuurgebied (Naturschutzgebiet) bestempeld is met uitzondering van Schenkenschanz en Spyck. In Spyck, dat direct aan de Rijn ligt, is een oliefabriek gevestigd. De rest van het natuurgebied wordt gebruikt voor extensieve landbouw en veeteelt.

## Fotogalerij

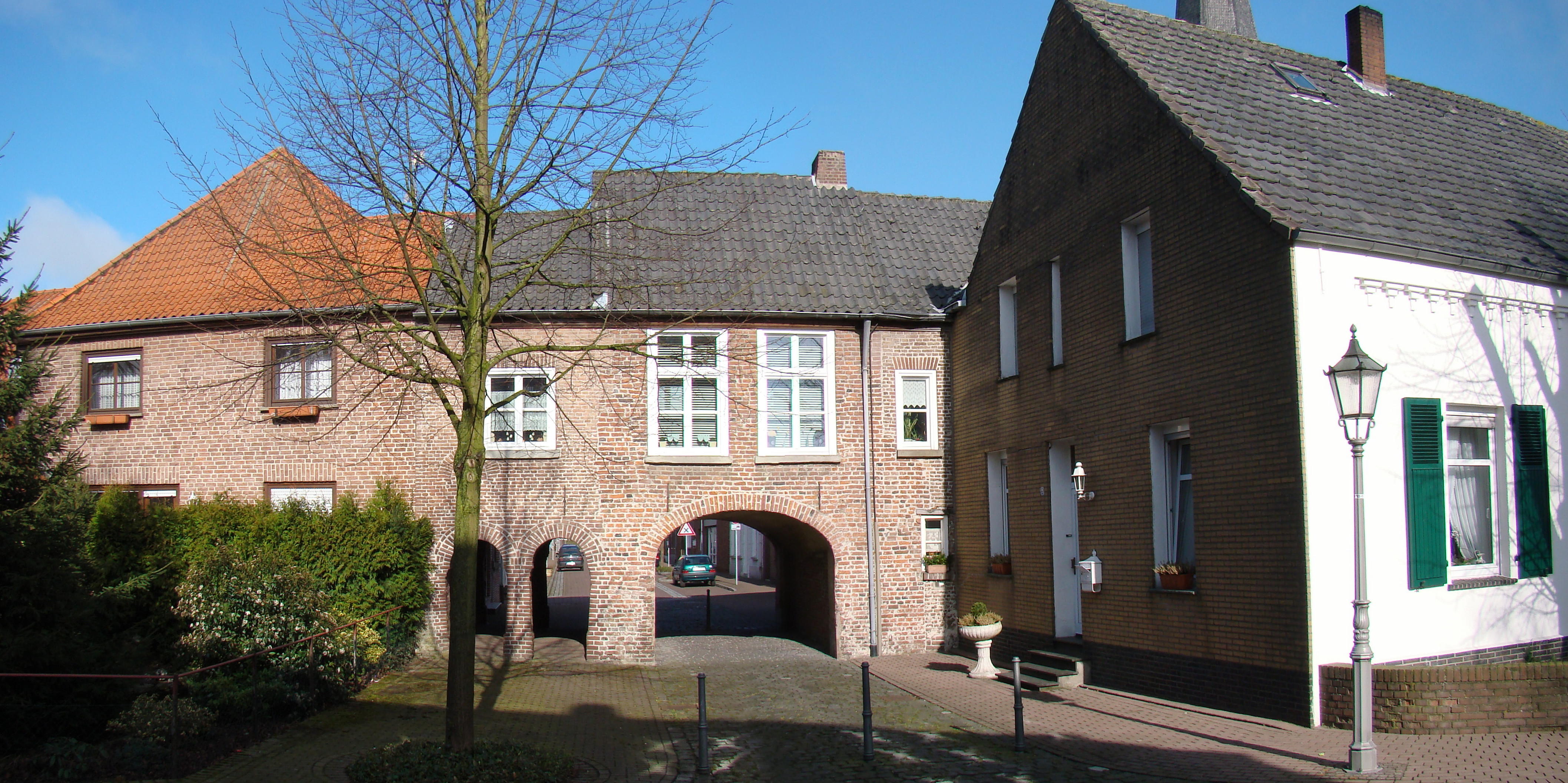
Griethausen, poortwoning
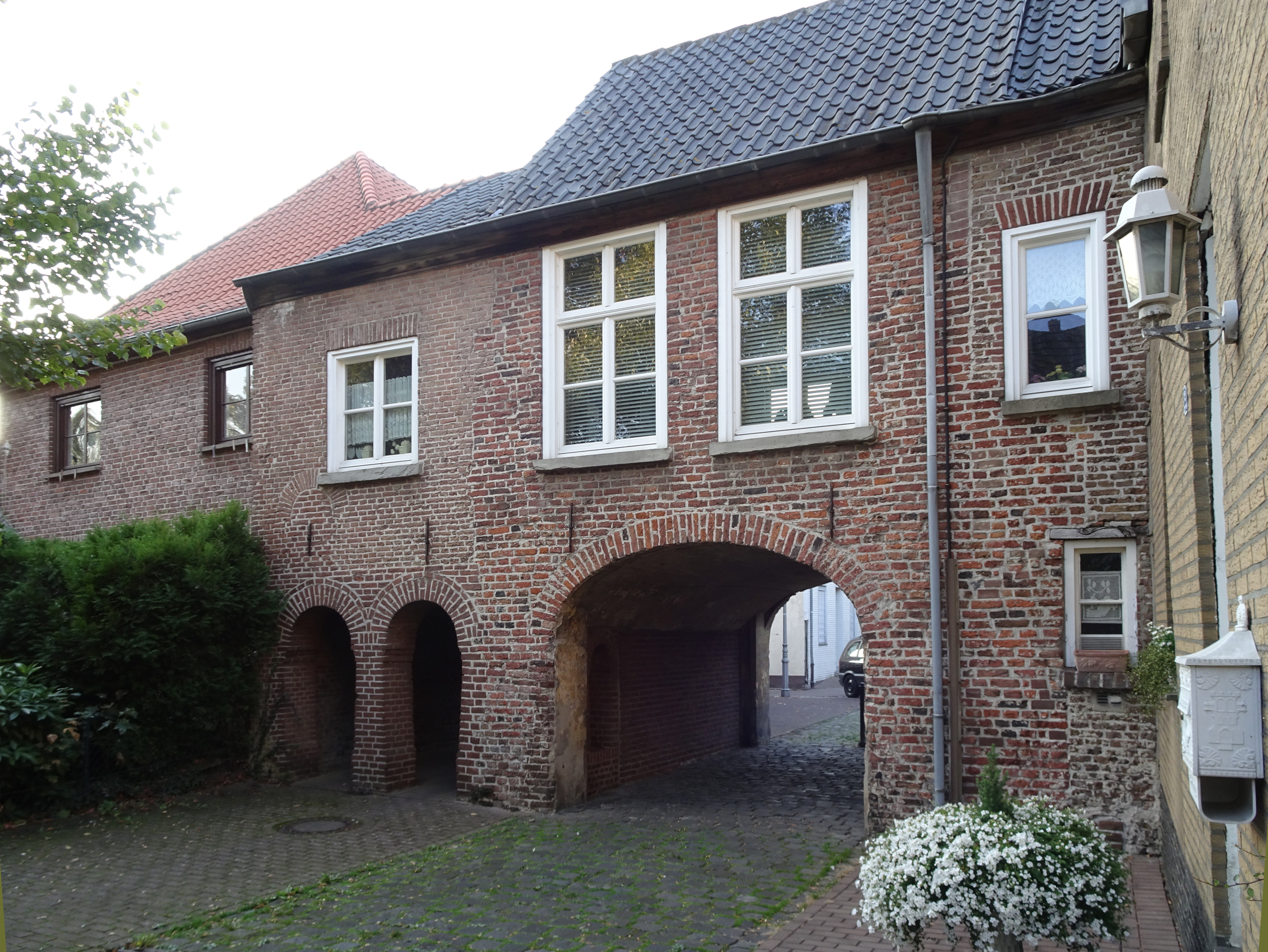
Poortgebouw  aan de Oberstraße
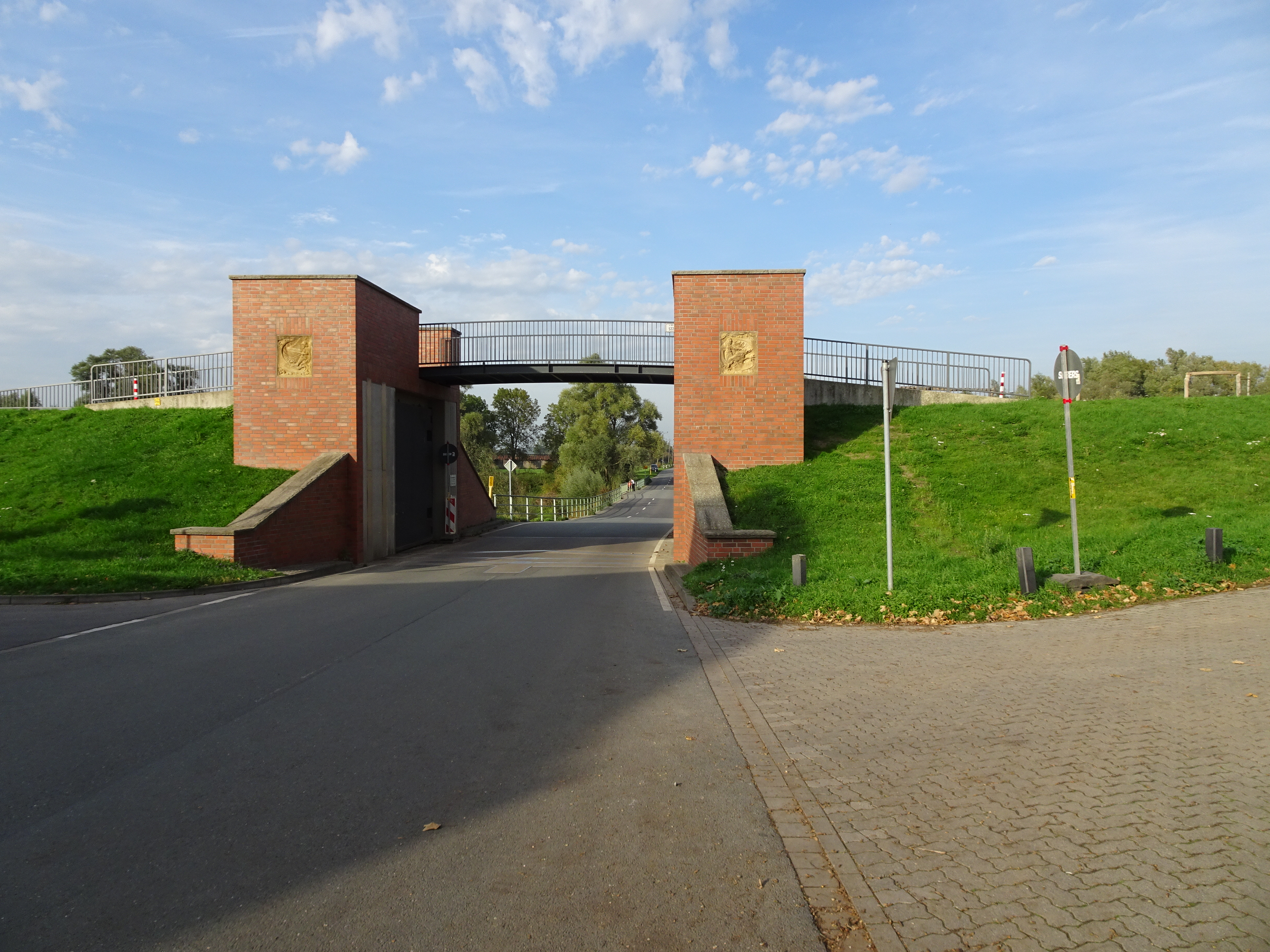
Rheinstraße met Rheintor
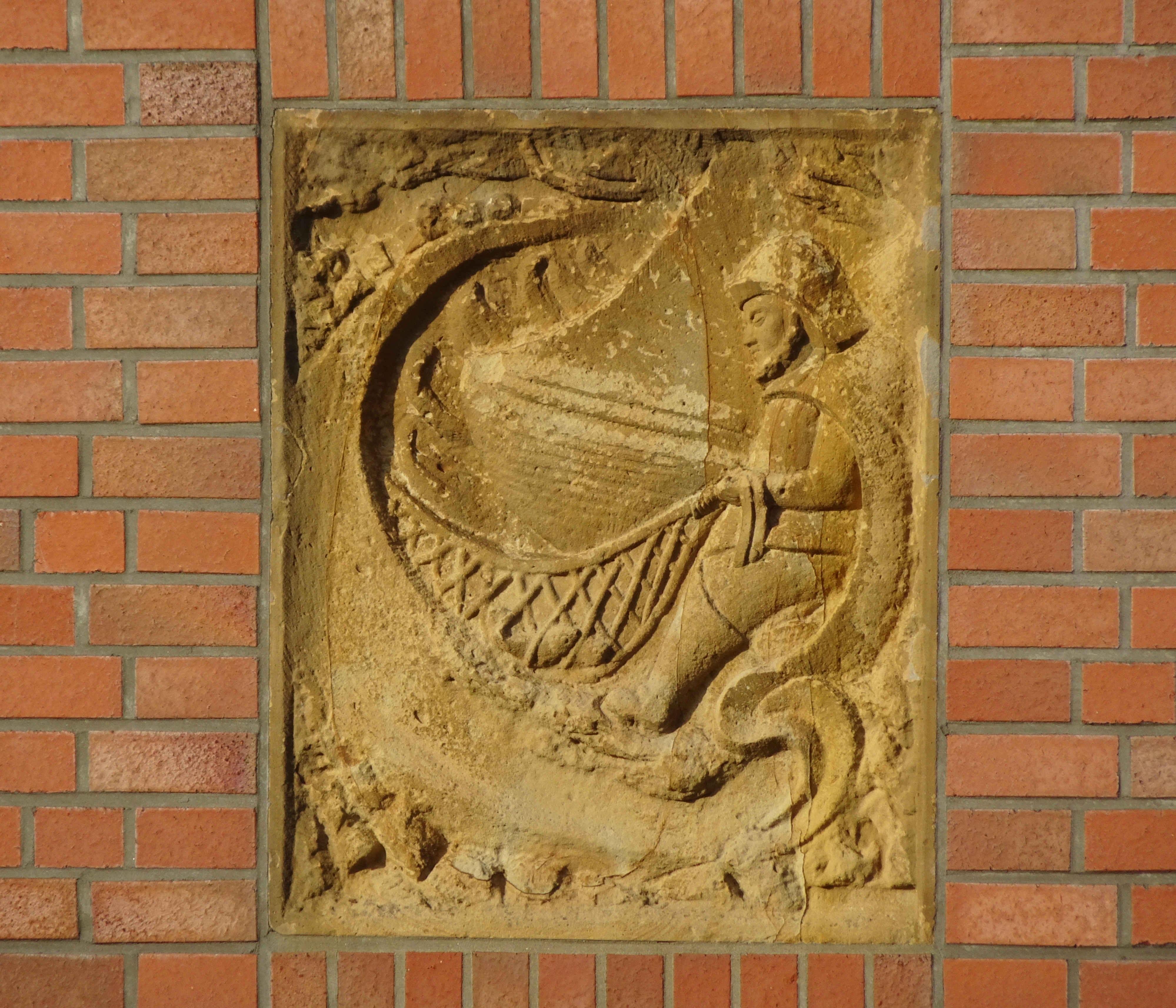
Reliëfornament aan de Rheintor
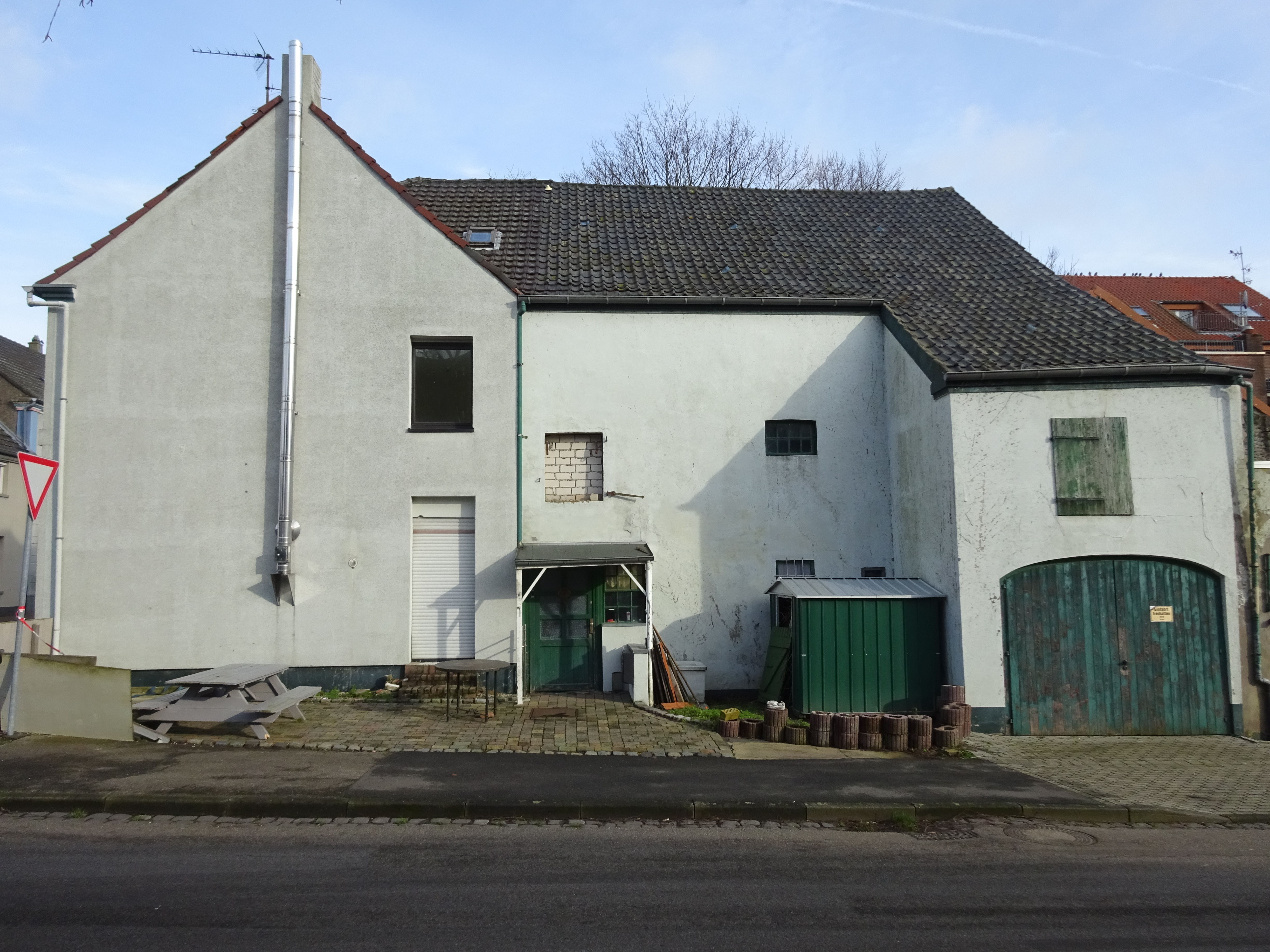
Huis aan de Rheinstraße
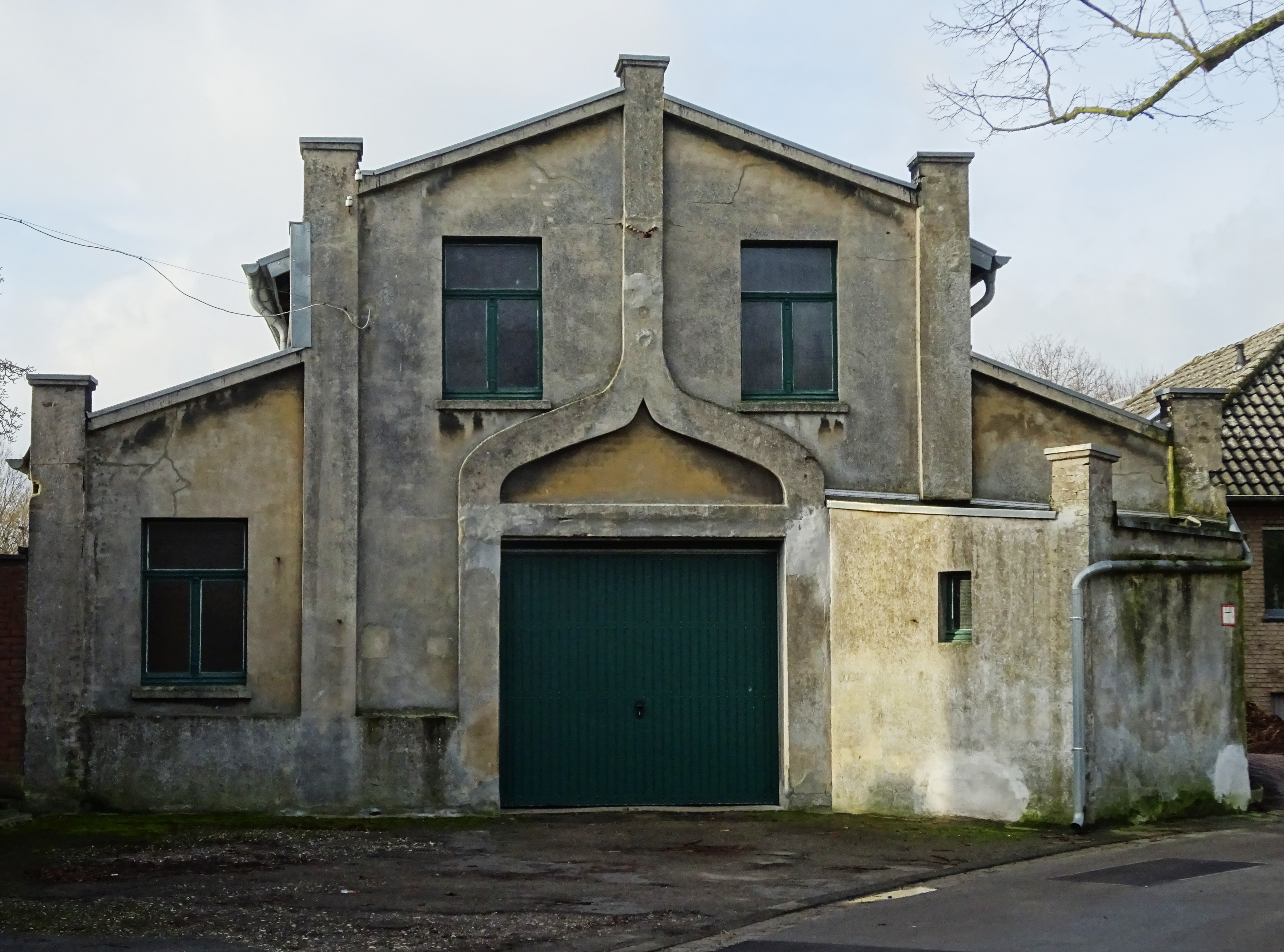
Bedrijfsgebouw aan de Beginnenkamp
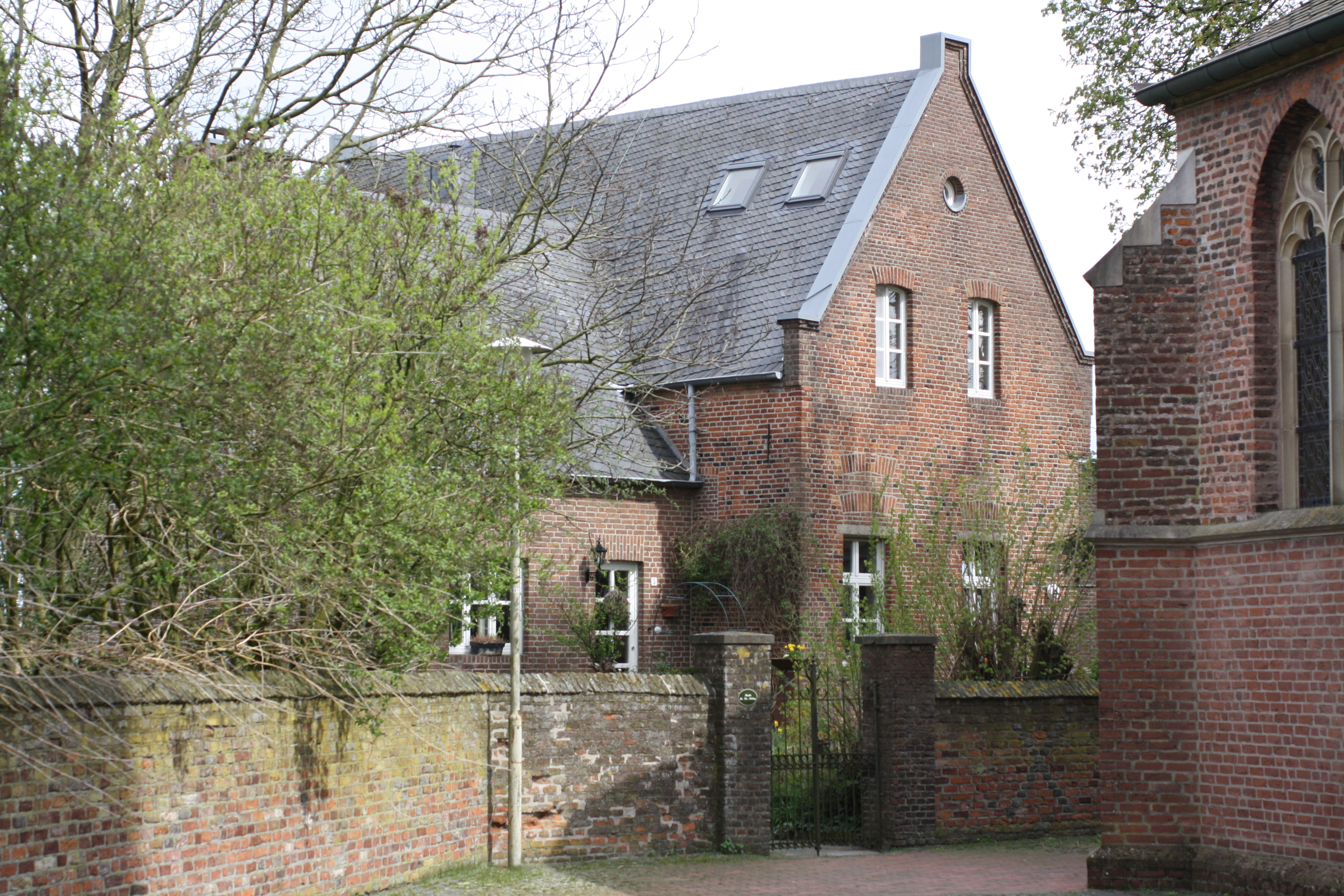
Rest van het voormalige klooster achter de kerk
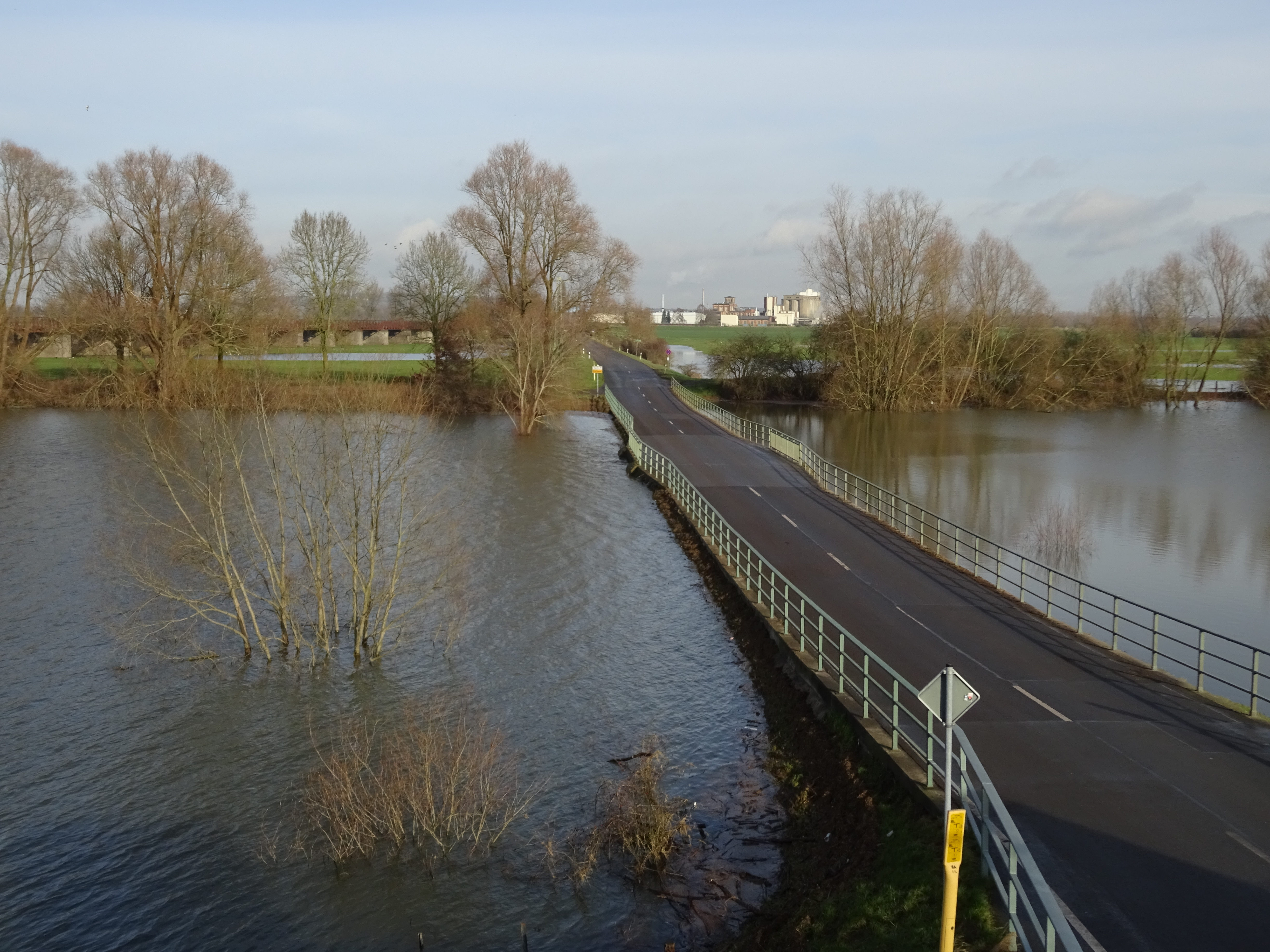
Rheinstraße naar Spyck / Salmorth / Schenkenschanz, bij hoog water

Bimmen · Brienen · Donsbrüggen · Düffelward · Griethausen · Keeken · Kellen · Kleef · Materborn · Reichswalde · Rindern · Salmorth · Schenkenschanz · Warbeyen · Wardhausen